# CrossGen
CrossGeneration Comics (kurz CrossGen) war ein von Mark Alessi gegründeter US-amerikanischer Comicverlag. 

## Geschichte
CrossGen startete 1998 mit der Publikation von vier Serien. Untypisch für den amerikanischen Markt war, dass CrossGen keine Superheldenserien publizierte, stattdessen versuchte der Verlag sich mit Fantasy und Science-Fiction inspirierten Comics einen Namen zu machen. Es gab zwar verbindende Elemente unter den Serien, Crossover wie damals bei den großen Superheldenverlagen üblich, wurden allerdings vermieden.
Alessi versuchte mit CrossGen das übliche Work-for-hire-Vorgehen der großen Verlage DC Comics und Marvel Comics zu umgehen. Er schloss Exklusivverträge mit den Künstlern ab, die dann vor Ort im Verlagshaus in Florida ihre Comics produzierten. Anfänglich schien dieser Plan aufzugehen, CrossGen spielte sich schnell bis auf Platz 4 der amerikanischen Comic-Verlage. Mit innovativen Ideen verstand der Verlag es, seine Kunden zu überraschen. So bot CrossGen als erster großer Comic-Verlag seine Titel über ein Subskriptionsmodell online an.
2003 begann die Fassade von CrossGen zu bröckeln. Durch den initialen Erfolg wurden immer mehr Serien auf den angeschlagenen amerikanischen Comicmarkt geworfen, aber die Verkaufszahlen sanken. Es wurden Berichte von Mitarbeitern bekannt, die über Zahlungsschwierigkeiten des Verlags berichteten. 2004 ging CrossGen schließlich bankrott und alle Serien wurden eingestellt, zum Teil inmitten der laufenden Geschichten. Im November 2004 kaufte Disney die Rechte zu CrossGens Serien für 1.000.000 $.
Im Jahr 2011 gab der zwischenzeitlich ebenfalls von Disney aufgekaufte Verlag Marvel Comics bekannt, neue Serien unter dem Imprint Crossgen zu veröffentlichten. Als erstes wurden die vierteiligen Miniserien Ruse und Sigil angekündigt. Nach dem Erscheinen einer weiteren Miniserie (Mystic), die schlechte Verkaufszahlen verzeichnete, wurde die Veröffentlichung weiterer angekündigter Serien (Kiss Kiss, Bang Bang und Route 666) auf unbestimmte Zeit verschoben.
In Deutschland wurden CrossGen Comics von mg/publishing/ unter dem Label CrossGen Comics Deutschland publiziert.

## Veröffentlichte Titel

### CrossGen-Universum
- CrossGenesis
- CrossGen Chronicles
- Mystic
- Sigil
  - Saurians: Unnatural Selection
- Scion
- Meridian
- The First
- Crux
- Sojourn
- Ruse
  - Archard's Agents: A Most Convenient Murder
  - Archard's Agents: The Case of the Puzzled Pugilist
  - Archard's Agents: Deadly Dare
- Negation
  - Negation: Lawbringer
  - Mark of Charon
  - Negation War (unvollständig, nur zwei der geplanten sechs Hefte wurden veröffentlicht)
- The Path
- Way of the Rat
  - The Silken Ghost
- Route 666
- Brath
- Chimera
- Solus
- El Cazador
  - El Cazador: The Bloody Ballad of Blackjack Tom (one-shot)
- Kiss Kiss Bang Bang

### Werbetitel
- CrossGen Sampler
- CrossGen Primer
- Wizard CrossGen Special
- CrossGen Illustrated

### Weitere Titel
- Abadazad
- The Crossovers
- R.A. Salvatore's Demon Wars
- Lady Death: A Medieval Tale
- Lady Death: The Wild Hunt